# Léon Roquet
Pour les articles homonymes, voir Roquet (homonymie).
Léon Roquet, né le 2 mars 1849 à Moulins (Allier) et mort le 15 janvier 1922 au Veurdre (Allier), est un homme politique français.
Il est député de l'Allier de 1882 à 1885, siégeant à gauche. Il ne se représente pas en 1885 et quitte la vie politique.

## Sources
- « Léon Roquet », dans Adolphe Robert et Gaston Cougny, Dictionnaire des parlementaires français, Edgar Bourloton, 1889-1891 [détail de l’édition]